# Macromercado
Macromercado Mayorista S. A., simplemente conocida como Macromercado, es una cadena de supermercados de Uruguay con sucursales en Montevideo, Canelones, Maldonado y Rivera.

## Historia
La historia de Macromercado se remonta a 1922 cuando Samuel Mejlovitz y Sofía Elbert, ambos de origen judío, fundaron «Almacén Palestina», un comercio de ventas al por menor ubicado en el barrio montevideano de Villa Muñoz. En 1936, la empresa se trasladó a Brazo Oriental e incorporó el formato de entrega de pedidos a domicilio, al tiempo que comenzó a distribuir bebidas alcohólicas a nivel mayorista. En 1957, Mejlovitz cedió su lugar a sus dos hijos, Jaime e Isaac, y ordenó el regreso de la empresa a su sede original. En noviembre de 1990, Jaime e Isaac inauguraron Macromercado Mayorista S.A., un hipermercado de ventas tanto minorista como mayorista.
Tiempo después se adquirirán nuevas sucursales en Montevideo y en otros departamentos de Uruguay. Son reconocidas las bolsas plásticas que se brinda a los clientes con su compra, aunque desde que existe la legislación que regula su uso, disminuyó la entrega a sus clientes.

## Locales
| Sucursal          | Ubicación                    |
| Montevideo        | Montevideo                   |
| ----------------- | ---------------------------- |
| Casa Central      | Brazo Oriental               |
| Punta de Rieles   | Camino Maldonado             |
| La Teja           | Avenida Carlos María Ramírez |
| Paso de la Arena  | Avenida Luis Batlle y Berres |
| Canelones         |                              |
| Barra de Carrasco | Avenida al Parque            |
| Las Piedras       | Ruta 5                       |
| Maldonado         |                              |
| Maldonado         | Bulevar Artigas s/n          |
| Rivera            |                              |
| Rivera            | Julio María Sosa 1726        |

## Marcas
Macromercado posee y comercializa marcas de fabricación propia, como por ejemplo la marca Cefa, que elabora y distribuye productos cotidianos. Los mismos son distribuidos por ALPASA S. A. 